# すすたわり
すすたわり（本名：相部範之（あいべ のりゆき）、1975年5月26日 - ）は、日本の研究者、エンジニア。博士（工学）。

## 概要
株式会社SUSUBOX代表取締役。慶應義塾大学大学院政策・メディア研究科特任准教授。FPGA-CAFE/FabLab Tsukuba店長。2005年度下期IPA未踏ソフトウェア創造事業スーパークリエータ。母は、実業家の相部博子。

## 人物
二人兄弟の母子家庭で育ち、自由奔放に育てられた。アントレプレナーシップは母親の影響である。物事を論理的に考える癖は、火力発電所関連の仕事をしていた祖父の影響が大きい。小学3年のとき、毎週末に渋谷の児童館にあった電子工作教室に通い、電子回路に興味を持つ。中学2年のときに、所属のボーイスカウトのリーダの勧めで、アマチュア無線を始める。大学は工学院大学電子工学科に進み、念願であった電子工学を学ぶ。卒業論文のテーマを探しているときに、たまたま訪れた理化学研究所脳科学総合研究センターの一般公開で、松本元と市川道教に出会う。当時研究されていた脳型コンピュータの実装にFPGAが使用されており、その魅力にとりつかれる。卒業論文名は「FPGAによる自然空間認識のための視覚情報処理プロセッサの製作」。同年、筑波大学の大学院を受験するも不合格となる。このため、理研のテクニカルスタッフを行いながら、1年間の大学院浪人生活を過ごす。翌年の2000年、2度目の受験で無事、筑波大学大学院修士課程理工学研究科に進学。指導教官は、安永守利。修士論文名は「確率的ニューラルネットワーク向け専用集積回路の研究」。2005年に博士（工学）取得。博士論文名は「再構成可能集積回路の効果的な応用に関する研究」。その後、ポスドク期間中につくばで、電子工作のコミュニティを作るため、もの作りカフェ「FPGA-CAFE」を開く。さらに2012年、カフェを営業拠点として電子回路の受託設計を行うベンチャーを起業。現在、慶應義塾大学SFCにて、パーソナル・ファブリケーション向けの万能工作機械「FABRICATOR」の研究・開発に従事。

## 略歴
- 1975年 - 東京都杉並区生まれ
- 1994年 - 多摩大学附属聖ヶ丘高等学校卒業
- 1999年 - 工学院大学電子工学科卒業
- 1999年-2000年 - 理化学研究所 脳科学総合研究センター テクニカル・スタッフ[1]
- 2002年 - 筑波大学大学院修士課程理工学研究科理工学専攻修了
- 2005年 - 筑波大学大学院博士課程システム情報工学研究科コンピュータ・サイエンス専攻修了[11]
- 2005年-2011年 - 筑波大学大学院システム情報工学研究科 産学官連携研究員
- 2009年-2012年 - 筑波大学産学リエゾン共同研究センター研究員兼任[1]
- 2009年 - 工学院大学情報通信工学科 非常勤講師兼任[11]
- 2010年 - FPGA-CAFEを開店[11]
- 2011年 - 店名をFPGA-CAFE/FabLab Tsukubaと改名し、国内初のFabLabのひとつとしてスタートする
- 2012年 - 株式会社SUSUBOXを設立[11] 代表取締役に就任[1]
- 2015年-2017年 慶應義塾大学大学院政策・メディア研究科 特任講師兼任[1]
- 2017年 - 慶應義塾大学大学院政策・メディア研究科 特任准教授兼任

## 著書

### 単著
- 『FPGA入門 - 回路図とHDLによるディジタル回路設計』秀和システム、2012年7月。ISBN 9784798034317。
- 『回路図で学べるFPGA入門 回路図は読める人のためのHDLガイド』秀和システム、2016年3月。ISBN 9784798045894。

### 共著
- 田中浩也、門田和雄、渡辺ゆうか、津田和俊、岩嵜博論、すすたわり、水野大二郎、太田知也、松井茂、久保田晃弘、城一裕『FABに何が可能か - 「つくりながら生きる」21世紀の野生の思考』フィルムアート社、2013年8月。ISBN 9784845913046。

- Fabの本制作委員会『実践Fabプロジェクトノート - 3Dプリンターやレーザー加工機を使ったデジタルファブリケーションのアイデア40』グラフィック社、2013年8月。ISBN 9784766125412。